# Arturo Maria Guatelli
Arturo Maria Guatelli (Roma, 31 agosto 1934 – Roma, 16 ottobre 2000) è stato un giornalista e politico italiano.